# Молодые воины
«Молодые воины» (англ. Young Warriors) — кинофильм 1983 года режиссёра Лоуренса Фолдеса в жанре криминального боевика. Изначально планировалось, что фильм будет сиквелом малоизвестной эксплуатационной картины «Школа Малибу», а режиссёрское кресло должен был занять Деран Сарафян.

## Сюжет
Фильм жесткий, о том что «добро должно быть с кулаками». Начинается фильм как молодёжная комедия, главный герой поступает в колледж, но все резко меняется, когда неизвестная банда насилует сестру главного героя. Он зол и считает что полиция недостаточно активна, тогда он со своими друзьями берёт правосудие в свои руки, но скоро понимает, что превратился в почти такого же монстра.

## Съёмочная группа
- Оператор: Мак Альберг
- Композитор: Роберт Уолш
- Монтажёр: Тед Николау
- Оператор в дополнительных сценах: Жак Айткин